# Eintracht Schwerin
Eintracht Schwerin was een Duitse voetbalclub uit Schwerin, de hoofdstad van de deelstaat Mecklenburg-Voor-Pommeren.
De club speelde 30 jaar in de 2de klasse van de DDR-Oberliga ten tijde van Oost-Duitsland als Volkspolizei Schwerin, Dynamo Schwerin en Polizei SV Schwerin. In 1990 bereikte de club de finale van de FDGB-Pokal en verloor die van kampioen Dynamo Dresden en mocht zo deelnemen aan de Europacup II.
Na de hereniging van Duitsland werd de naam veranderd in Eintracht Schwerin. Na degradatie uit de Oberliga in 2003 speelde de club tien jaar in de Verbandsliga Mecklenburg-Vorpommern. Op 28 mei 2013 fuseerde de club met Schweriner SC en Dynamo Schwerin tot FC Mecklenburg Schwerin.

## Erelijst
- FDGB-Pokal
  - Finalist: 1990

## Schwerin in Europa
In 1990/91 kwam Schwerin -als verliezend bekerfinalist- uit in de Europa Cup II onder de naam Polizei SV Schwerin.
 #R = #ronde, T/U = Thuis/Uit, W = Wedstrijd, PUC = punten UEFA coëfficiënten .
Uitslagen vanuit gezichtspunt Polizei SV Schwerin
| Seizoen | Competitie   | Ronde | Land                | Club            | Totaalscore | 1e W    | 2e W    | PUC |
| ------- | ------------ | ----- | ------------------- | --------------- | ----------- | ------- | ------- | --- |
| 1990/91 | Europacup II | 1R    | Vlag van Oostenrijk | FK Austria Wien | 0-2         | 0-2 (T) | 0-0 (U) | 1.0 |

Totaal aantal punten voor UEFA coëfficiënten: 1.0